# Ананічев Олександр Михайлович
Олекса́ндр Миха́йлович Ана́нічев (рос. Александр Михайлович Ананичев; 25 травня 1991, Нова Безгинка, РРФСР — 11 липня 2022, Харківська область, Україна) — російський офіцер, майор ЗС РФ (23 червня 2022). Герой Російської Федерації.

## Біографія
Син колгоспника. В 1997—2005 роках навчався в Новобезгинській середній загальноосвітній школі, в 2005—2008 роках — у Московському суворовському військовому училищі, в 2008/12 роках — у Московському вищому військовому командному училищі, яке закінчив з відзнакою. В 2012 році призначений командиром взводу 1-го мотострілецького полку. Учасник міжнародних стратегічних навчань «Захід-2017» і 16 військових парадів на Красній площі. З 24 лютого 2022 року брав участь у вторгненні в Україну, командир батальйону свого полку. З 13 квітня, після загибелі підполковника Дениса Межуєва, виконував обов'язки командира полку. Загинув у бою. Похований в рідному селі.
Був одружений. Виховував двох доньок.

## Нагороди
- Медаль «За бойові заслуги»
- Медаль «За відзнаку у військовій службі» 3-го ступеня (10 років)
- Медаль «За військову доблесть» 2-го ступеня
- Звання «Герой Російської Федерації» (15 серпня 2022, посмертно) — «за мужність і героїзм, проявлені під час виконання військового обов'язку.» 3 вересня медаль «Золота зірка» була передана рідним Ананічева.

## Вшанування пам'яті
16 вересні 2022 року ім'я Ананічева було присвоєне Новобезгинській середній загальноосвітній школі, в якій він навчався, а на будівлі школи була встановлена меморіальна дошка.